# Pınar Ayhan
Pınar Ayhan (all'anagrafe Pınar Karakoç; Diyarbakır, 28 marzo 1972) è una cantante turca, rappresentante della Turchia all'Eurovision Song Contest 2000 con il brano Yorgunum anla.

## Biografia
Pınar Ayhan ha provato a rappresentare la Turchia all'Eurovision per tre anni. Nel 1996 ha proposto Var mısın söyle in duetto con Tarkan Tüzmen classificandosi 2ª, mentre l'anno successivo ha cantato Sen nerede ben orada.
Il 18 febbraio 2000 ha partecipato per una terza volta alla selezione turca, cantando Yorgunum anla. È stata incoronata vincitrice dalla giuria. All'Eurovision Song Contest 2000, che si è tenuto il successivo 13 maggio a Stoccolma, si è piazzata al 10º posto su 24 partecipanti con 59 punti totalizzati. È stata la più votata della serata dal pubblico francese, e la preferita dalla giuria olandese, dove non è stato possibile effettuare un televoto.

## Discografia

### Album in studio
- 2002 – Duyuyor musun?
- 2004 – İkimiz için
- 2013 – Songs for Congo (con il Burak Kaya Quartet)

### Singoli
- 2000 – Yorgunum anla/I'm Weary